# Kasteel van Argenteau

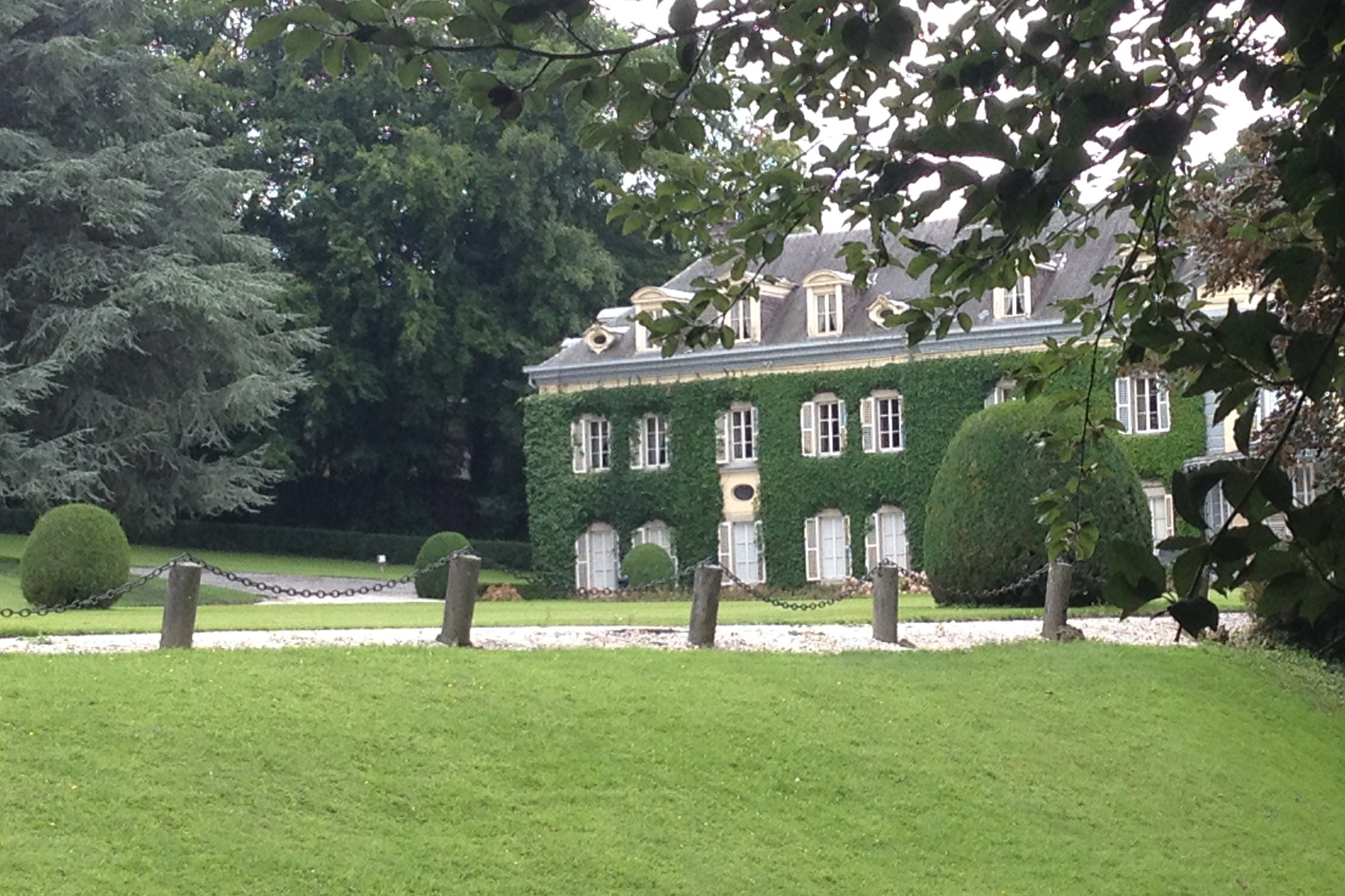
Voorgevel van het Kasteel van Argenteau

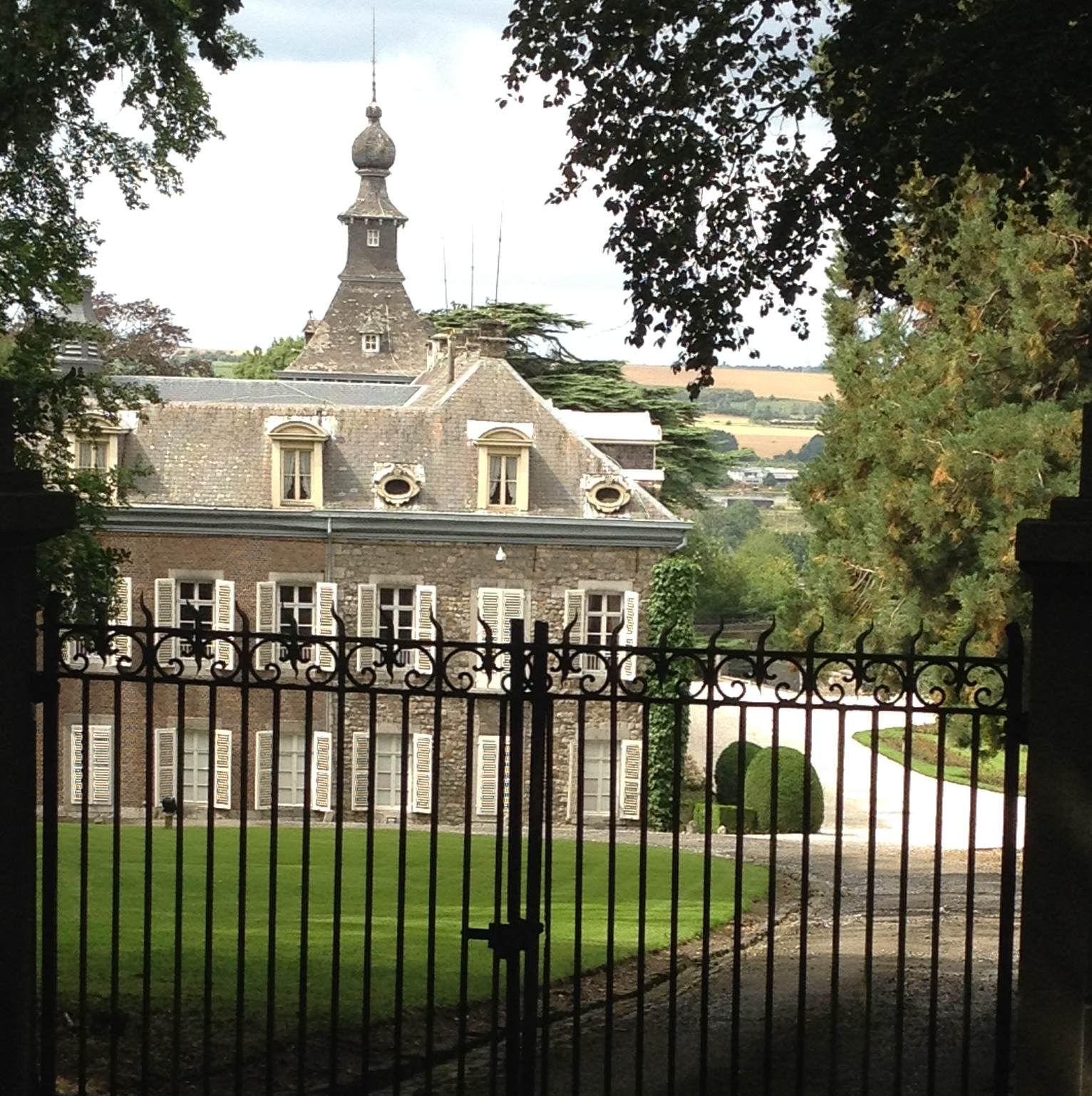
Hoofdingang van het kasteel

Het Kasteel van Argenteau is gelegen te Argenteau, nabij de Julienne.

## Geschiedenis

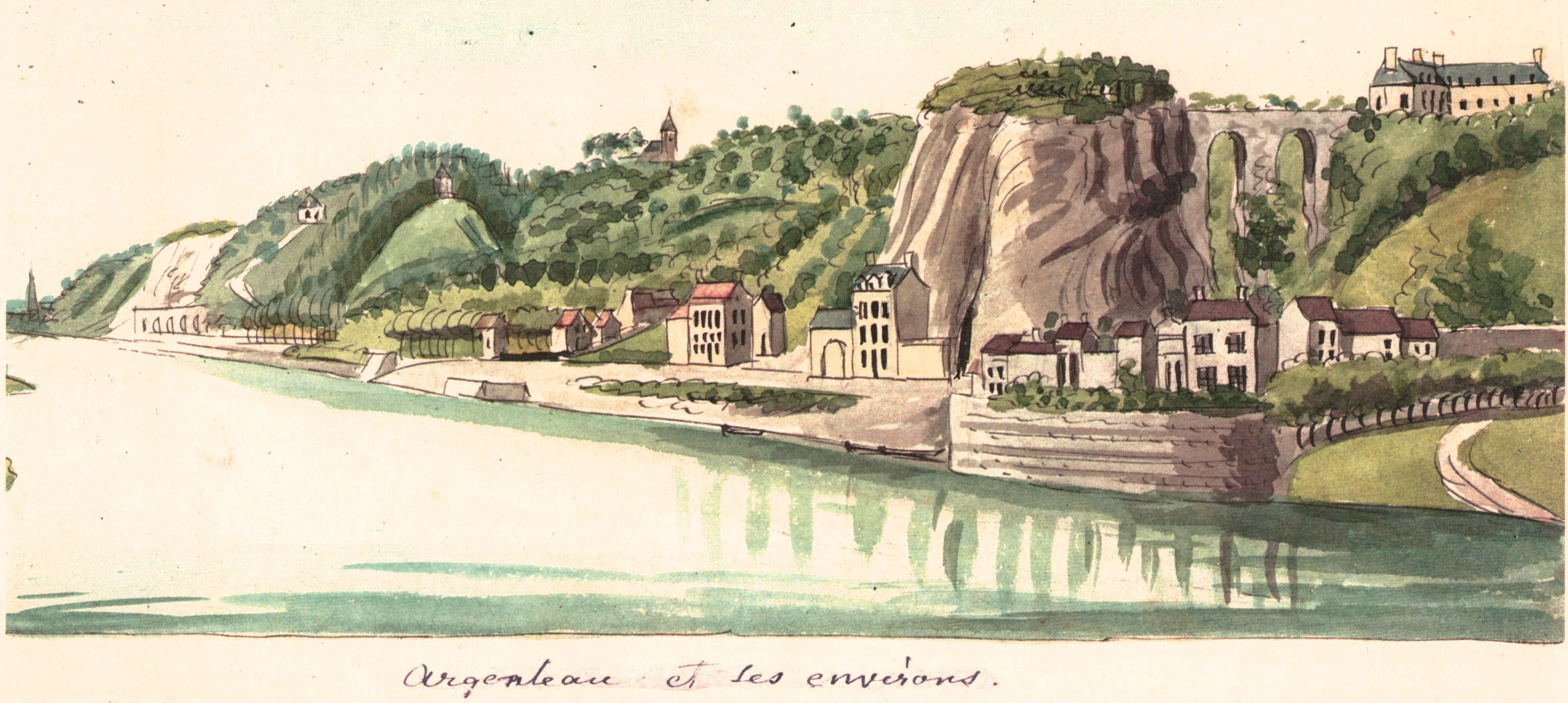
Rechts het huidige kasteel met de brug naar de rots waar het oude fort gestaan heeft. (Philippe van Gulpen, midden 19e eeuw.)

Reeds in de 10e eeuw stond hier een versterkt kasteel op een rots boven de Maas, dat een inval van de Noormannen moest verhinderen. De middeleeuwse burcht werd echter door de Franse troepen verwoest in 1674, samen met het enkele kilometers stroomafwaarts gelegen Fort Navagne na het Beleg van Maastricht. 
In 1683 werd het huidige kasteel gebouwd, niet meer bovenop de berg, maar lager gelegen. Het werd bewoond door de graven van Mercy d'Argenteau. Een van hen bracht het tot kamenier van keizer Napoleon Bonaparte. Later was de pianist/componist Franz Liszt meermaals te gast op het kasteel, uitgenodigd door Louise, echtgenote van kasteelheer Eugène de Mercy d'Argenteau.
In 1903 werd het kasteel gekocht door senator Guillaume van Zuylen. De latere Luikse bisschop Guillaume Marie van Zuylen werd er geboren. De familie verkocht het kasteel in 2001 aan de Nederlandse zakenman Rob Ziec. In 2019 staan zowel het kasteel als de hoeve weer te koop.
Ten zuidoosten van het kasteel ligt de buurtschap Wixhou, waar bisschop Guillaume Marie van Zuylen (1910-2004) zich terugtrok na zijn emeritaat in 1986. Mgr Van Zuylen was de 89e bisschop van Luik en stond vanaf 8 december 1961 tot in 1967 aan het hoofd van het toenmalige bisdom Luik-Limburg. Na de splitsing van het diocees bleef hij tot 17 maart 1986 bisschop van Luik. De kapel van Wixhou is eigendom van de kasteelbewoners. Liszt heeft er regelmatig op het orgel gespeeld.

## Park
Het kasteel bezit een fraai park, waarin zich onder meer een Libanonceder bevindt die in 1804 werd geplant.